# Холькин, Анатолий Иванович
Анато́лий Ива́нович Хо́лькин (род. 8 марта 1937 года) — советский и российский химик, доктор химических наук (1984), профессор (1990), академик Российской академии наук (2011). Лауреат Государственной премии СССР.

## Биография
Анатолий Иванович Холькин родился 8 марта 1937 года в п. Сита Хабаровского края.
В 1960 году закончил Ленинградский политехнический институт им. М. И. Калинина, получив специальность «инженер-металлург».
Место работы: c 1960 года — в институте «Сибцветметниипроект» в г. Красноярске, с 1962 года — в Институте неорганической химии СО АН СССР в г. Новосибирске, c 1979 года — в Институте химии и химической технологии Сибирского отделения РАН (зав. лабораторией, директор). В 1998—2000 годах работал профессором факультета наук о материалах Московского государственного университета.
С 1990 года работает в Институте общей и неорганической химии им. Н. С. Курнакова РАН в г. Москве.
В 1987 году избран членом-корреспондентом АН СССР, в 2011 году — действительным членом РАН.

## Область научных интересов
Неорганическая химия, физикохимия и технологии неорганических материалов, гидрометаллургия.
Им был основан новый класс экстракционных процессов — бинарная экстракция, проведены обширный исследования бинарной экстракции кислот и солей металлов.
А. И. Холькин создал журнал «Химическая технология» и является его главным редактором.

## Награды
- Государственная премия СССР (1985)
- Орден Почёта (1997)[2]
- Премия Правительства Российской Федерации в области науки и техники (за 2008 год)[3]
- Благодарность Президента Российской Федерации (2024) — за заслуги в развитии отечественной науки, многолетнюю плодотворную деятельность и в связи с 300-летием со дня основания Российской академии наук[4].

## Почётные звания
- звание «Почётный профессор Российского химико-технологического университета им. Д.И. Менделеева»  (1999)[5]

## Основные работы
Книги
- Экстракция металлов фенолами. Новосибирск, 1976 (в соавт. с Л. М. Гиндиным, Л. С. Марковой, И. С. Штильман)
  - 2-е изд. Новосибирск, 1986. 190 с.;
- Экстракционно-пиролитический метод: получение функциональных оксидных материалов. М., 2006. 292 с. (в соавт. с Т. Н. Патрушевой);
- Гидрометаллургические процессы переработки нетрадиционного сырья редких и цветных металлов. М., 2010. 180 с. (в соавт. с Ю. А. Золотовым, Г. Л. Пашковым и др.);
- Синтетические силикаты кальция. М., 2011 (совм. с В. Д. Гладуном, Л. В. Акатьевой).

Статьи
- Бинарная экстракция // Химия экстракции, Новосибирск: Наука, 1984, стр.53-68 (в соавт. с В. И. Кузьминым);
- Application of binary extraction in hydrometallurgy // Hydrometallurgy. 1994. Vol. 36. P. 109—125 (co-auth.).
- Применение бинарных реагентов // Химическая технология. 2000. № 12. С. 3-11 (в соавт.);
- Получение и применение синтетического волластонита из природного и техногенного сырья // Химическая технология.. 2004. № 9. С. 4-11 (в соавт.).